# Martynovella nana
Genre
Synonymes
- Biacantha Martynova, 1967 nec Wolfgang, 1954

Espèce
Synonymes
- Biacantha nana Martynova, 1967

Martynovella nana, unique représentant du genre Martynovella, est une espèce de collemboles de la famille des Isotomidae.

## Distribution
Cette espèce se rencontre en Asie centrale et en Europe.

## Étymologie
Ce genre est nommé en l'honneur d'E. F. Martynova.

## Publications originales
- Martynova, 1967 : « The subfamily Anurophorinae (Collembola, Isotomidae) in the fauna of the USSR ». Zoologichesky Zhurnal, vol. 50, p. 1639-1657.
- Deharveng, 1979 : « Contribution a l'etude des Anurophorinae a epines anales (Collembola, Isotomidae) ». Revue d'Écologie et de Biologie du Sol, vol. 15, no 4, p. 551-573.